# Pentaschistis veneta
Pentaschistis veneta är en gräsart som beskrevs av Hans Peter Linder. Pentaschistis veneta ingår i släktet Pentaschistis och familjen gräs. Inga underarter finns listade i Catalogue of Life.